# Ekkehard Wysocki

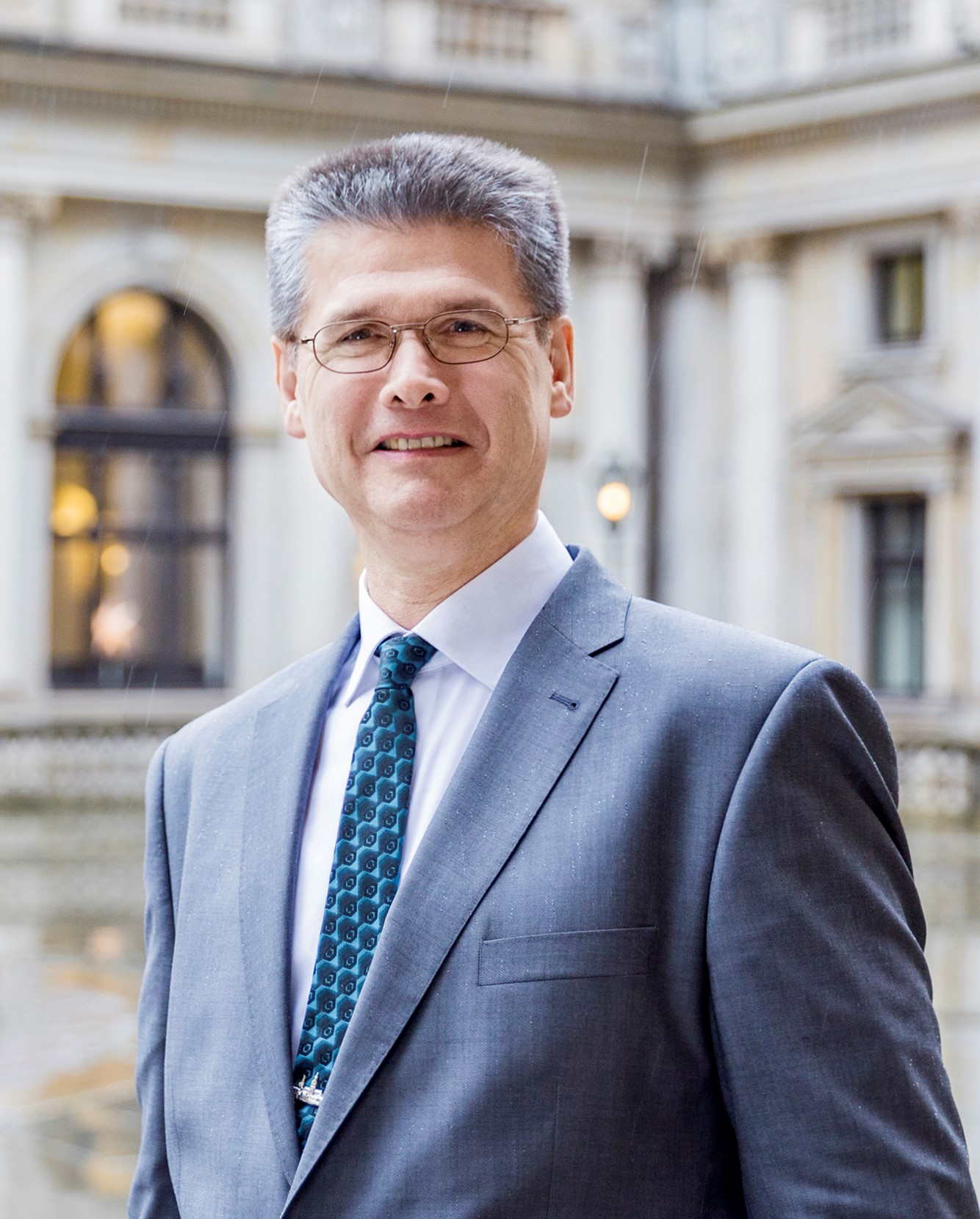
Ekkehard Wysocki

Ekkehard Wysocki (* 26. April 1962 in Hamburg) ist ein deutscher Politiker (SPD).
Wysocki besuchte von 1972 bis 1982 das Gymnasium Am Heegen im Hamburger Stadtteil Rahlstedt und studierte danach Politikwissenschaft und Neuere und Mittlere Geschichte mit Diplom. Er war von 1985 bis 1987 Mitarbeiter beim Bundestagsabgeordneten Uwe Hansen. Wysocki ist als Sachbearbeiter bei der Ergo Versicherung angestellt.
Wysocki ist Mitglied verschiedener Vereine. Seit 1981 gehört er auch der SPD an, wo er unter anderem Vorsitzender der SPD in Rahlstedt (Bezirk Wandsbek) ist. Er war von 2008 bis 2011 stellv. Vorsitzender des Regionalausschusses Rahlstedt (früher Ortsausschuss) und dort zuvor viele Jahre SPD-Fraktionsvorsitzender. Von 2011 bis 2025 war er Mitglied der Hamburgischen Bürgerschaft, er vertrat dort den Wahlkreis Rahlstedt. Er rückte für Elke Badde nach, die mit der Ernennung zur Staatsrätin aus der Bürgerschaft ausschied. Bei der Bürgerschaftswahl 2015 erreichte Wysocki mit 9465 Stimmen ein Direktmandat im Wahlkreis Rahlstedt. Er war Mitglied im Eingabenausschuss der Bürgerschaft. In die 2020 gewählte Bürgerschaft rückte er für ein Senatsmitglied nach. Bei der Bürgerschaftswahl 2025 verfehlte er den Wiedereinzug in die Bürgerschaft.
Wysocki ist verheiratet und hat zwei Kinder.